# 姬荷包蕨
姬荷包蕨（学名：Calymmodon cucullatus）为禾葉蕨科荷包蕨屬下的一个种。